# Chuck Berghofer
Charles Curtis „Chuck“ Berghofer (* 14. Juni 1937 in Denver) ist ein US-amerikanischer Jazz- und Studiomusiker (Kontrabass).

## Leben und Wirken
Berghofer spielte in der Highschool Trompete und Tuba und wechselte mit achtzehn Jahren zum Kontrabass. Seit 1945 lebt er in Los Angeles, wo er mit Bobby Troup/Herb Ellis (1958) spielte und 1960 zur Band von Shelly Manne gehörte. Er spielte auch mit Russ Freeman, Conte Candoli, Art Pepper und zahlreichen anderen Musikern des West Coast Jazz. Seit den 1960er Jahren war er hauptsächlich in den Studios an Film- und Fernsehmusiken beteiligt. Auch war er an Aufnahmen von Yasuko Agawa, Bill Berry, Frank Capp/Nat Pierce, Bob Cooper, Quincy Jones, Zoot Sims, Rosemary Clooney, Stacy Rowles, Diane Schuur und Mel Tormé beteiligt. Als Frank Zappa 1967 die Orchesterteile von Lumpy Gravy aufnahm, gehörte Berghofer zum Abnuceals Emuukha Electric Symphony Orchestra. 1972 spielte er mit Van Dyke Parks Discover America ein. Er ist auch für das Bass-Intro von Nancy Sinatras „These Boots Are Made for Walkin’“ verantwortlich. 2010 veröffentlichte er gemeinsam mit Terry Trotter und Peter Erskine das Album Live @ Charlie O's, 2011 mit Jan Lundgren und Joe LaBarbera das Album Thanks for the Memory mit Filmmusiken des Komponisten Ralph Rainger.

## Lexigraphische Einträge
- Leonard Feather, Ira Gitler: The Biographical Encyclopedia of Jazz. Oxford University Press, New York NY u. a. 2007, ISBN 978-0-19-532000-8.